# Peter Christian Trandberg
Peter Christian Trandberg (født 18. august 1832 på Bornholm ; død 18. juni 1896 i Minneapolis, USA). 

1860 blev Trandberg præst i den danske folkekirke på sin fødeø, men i 1863 brød han ud af folkekirken og stiftede en frimenighed. Der var stor opbakning til den nye menighed, og der blev rejst mange kapeller/missionshuse rundt omkring på Bornholm.
1868 stiftedes Luthersk Missionsforening, og de fleste af frimenighedens medlemmer meldte sig ind i folkekirken igen og blev tilknyttet Luthersk Mission.
Trandberg kom til Jylland, hvor han blandt andet virkede for Indre Mission i Esbjerg i et stykke tid. 1882 udvandrede han til USA, hvor han bl.a. virkede som præst for danske udvandrede.